# Zarząd Przemysłu Gazów Technicznych
Zarząd Przemysłu Gazów Technicznych – centralna jednostka organizacyjna Rządu istniejąca w latach 1952–1972, mająca na celu zorganizowanie i usprawnienienie administracji przemysłu gazów technicznych.

## Powstanie Zarządu
Na podstawie uchwała Prezydium Rządu z 1952 r. w sprawie utworzenia w Ministerstwie Przemysłu Chemicznego Zarządu Przemysłu Gazów Technicznych ustanowiono nowy Zarząd.

## Przedmiot działania Zarządu
Przedmiotem działania Zarządu była:
- organizacja przemysłu gazów technicznych;
- nadzór, koordynacja, kontrola i ogólne kierownictwo podległych Zarządowi przedsiębiorstw, utworzonych odrębnymi zarządzeniami Ministerstwa Przemysłu Chemicznego;
- opracowanie zbiorczych planów działalności podległych przedsiębiorstw i nadzór nad ich wykonaniem;
- opracowanie procesów technologicznych i organizacja produkcji;
- dbanie o stały postęp techniczny i racjonalizację;
- ulepszanie i kontrola jakości produkcji;
- koordynacja działalności przedsiębiorstw, zwłaszcza w zakresie produkcji, zaopatrzenia i zbytu;
- nadzór i koordynacja gospodarki finansowej;
- regulowanie zagadnień pracy i płac;
- opracowanie norm i instrukcji organizacyjnych;
- planowanie inwestycji i nadzór nad ich wykonawstwem;
- nadzór nad konserwacją i remontem maszyn, urządzeń, sprzętu i budowli.

## Zniesienie Zarządu
Na podstawie uchwały Rady Ministrów z 1972 r. w sprawie utraty mocy obowiązującej niektórych uchwał Rady Ministrów, Prezydium Rządu, Komitetu Ekonomicznego Rady Ministrów i Komitetu Ministrów do Spraw Kultury, ogłoszonych w Monitorze Polskim zniesiono Zarząd Przemysłu Gazów Technicznych.